# El siguiente programa
El siguiente programa es una serie de televisión colombiana de dibujos animados producida por Cenpro TV, que salió al aire como la continuación (y versión animada) del programa La tele. El nombre fue tomado del programa radial del mismo nombre que fue emitido por la cadena de radio Radioacktiva en 1997 (propiedad de Caracol), en el que Martín de Francisco y Santiago Moure continuaron con sus reportajes y críticas que los hicieron famosos en La Tele. Esto dio inicio a la idea de un programa en el que se mostraran como locutores de radio.
Con una marcada influencia del estilo de animación de otras series de televisión como Beavis and Butt-Head, El siguiente programa parodiaba la realidad nacional de fines de los años 1990 empleando un humor crudo, irreverente, grotesco (en ocasiones escatológico) retratando diferentes aspectos de las costumbres, la política, la farándula, la radio, la televisión y la idiosincrasia criolla en general.

## Sinopsis
Martín De Francisco y Santiago Moure son dos locutores de radio que han hecho del fracaso en sus vidas y sus trabajos una fuente de reflexión sobre los diversos males que aquejan a Chibchombia, un país ficticio, alegoría de Colombia.
De Francisco y Moure, junto a otros personajes como Cerdo, integran el Ejército de la verdad, cuya misión es velar por el respeto a la libertad de expresión en los medios masivos de comunicación de Chibchombia, específicamente en el espacio de radio que ambos tienen en la emisora PQEK Activa.
La temática abordada en los diferentes capítulos varía entre la ridiculización de personajes de la farándula colombiana de la época, pasando por la burla a expresiones culturales arraigadas en el país como los certámenes de belleza, el fútbol, la música y costumbres populares, hasta la caricaturización del «rebusque» y las dificultades del colombiano de clase media para afrontar la recesión económica.
Encuentran a los locutores radiales como la «especie más deprimente de la farándula» a pesar de serlo en la serie, y en varios episodios muestran su repudio al amarillismo de los noticieros de televisión o los titulares de los periódicos. Desprecian profundamente a la ciudad de Cúcuta, por ser la ciudad de Papuchis (Juan Manuel Correal).
En 2004, Noticias RCN quiso volver a adaptar el formato del siguiente programa criticando el programa de telerrealidad Protagonistas de novela, el espacio se llamaba El ejército de la verdad,  grabado para las emisiones de farándula del noticiero de la noche, en el cual los locutores criticaban a los concursantes. Esta fue la última vez que los dos cómicos aparecieron para criticar la realidad nacional durante los años 90.
El 15 de noviembre de 2019, el programa es renovado para una quinta temporada para la plataforma Netflix pero usado para publicitar las series de dicha plataforma. A pesar de esto, hubo un episodio renovado en YouTube manteniendo la crítica mordaz, característica del programa.

### Crítica de la televisión colombiana
A pesar de que en la vida real ambos protagonistas gozan de cierta fama y forman parte de la industria de radiodifusión nacional, en El siguiente programa se critica con agudeza la baja calidad de los programas de televisión que con, la privatización de dos de los canales de televisión tradicionales más influyentes (Caracol y RCN), le dio paso a una programación con una alta prevalencia comercial en detrimento de sus contenidos. También se expresan los verdaderos cartoons colombianos.

## Producción
El siguiente programa surgió con la idea de explotar la popularidad ganada por de Francisco y Moure con su anterior programa de televisión, La tele. Para este fin, se unieron las empresas Gaira y Conexión Creativa, en un proyecto de animación siguiendo «el tipo de estética grotesca que estaba de moda en MTV hacia ya algún tiempo con series como Beavis and Butt-Head.

## Fin del programa
La entrada de los canales privados a mediados de 1998 llevó a la gran pérdida de audiencia de los canales públicos. Esta situación hizo que las programadoras (empresas productoras que creaban programas para los canales públicos) entraran en una crisis económica ya que además, los canales privados absorbieron las pautas publicitarias. A pesar de la aparente estabilidad financiera de Cenpro, en septiembre de 2000 la programadora decidió devolver los espacios en concesión, entre los cuales se encontraba la serie animada. Esta decisión resultó del fracaso de la novela Amor Discos, situación que fue blanco de las críticas de El siguiente programa en su emisión final, en el cual se señalaba como causas del desastre una elección pésima de los protagonistas (entre los cuales estaba el mismo Moure). además del vano intento de Cenpro de volverse productora para Caracol Televisión al producir Se armó la gorda.
Sin embargo, el 5 de noviembre de 2000, El siguiente programa regresó en un espacio de NTC Televisión por Canal Uno los domingos a las 11 p.m. Solo duró unos pocos meses al aire, antes de que el programa fuera cancelado por baja audiencia.
Finalmente, en febrero de 2001 el programa regresaría de nuevo para transmitir sus últimos episodios, esta vez los domingos a las 7 p.m. por Canal A, gracias a CPT Televisión.
El programa se emitió por última vez a comienzos de 2001.

## Después de "El Siguiente Programa"
Los episodios de las primeras temporadas fueron publicados en DVD y también fueron emitidos por el canal regional Canal 13 entre 2010 y 2011 los domingos por la noche.
En La Tele Letal, también con la actuación de Francisco y Moure, hay una sección llamada JEP: Justicia especial para payasos (parodia de Justicia especial para la paz) donde son acusados en un tribunal por el acoso realizado a diferentes personajes colombianos durante  El siguiente programa y La tele En esta parodia de tribunal, Cerdo es el Juez y Doña Anciana es la fiscal acusadora.

## Episodios
El orden de los episodios sigue el orden a partir del estreno en DVD:

### Temporada 1
| Cap. | Título                               | Descripción |
| ---- | ------------------------------------ | --- |
| 1    | Qué desastre                         | Las desgraciadas vidas de Martín de Francisco y Santiago Moure en junio de 1996. (Emitido en octubre de 1997). |
| 2    | Pasión enana                         | Las aventuras de Martín y Santiago cuando empiezan a burlarse de los enanos. |
| 3    | Reinadocracia: qué desgracia parte 1 | Las aventuras que pasaron Martín y Santiago en Cartagena para el reinado y con la representante de Putumarzo. |
| 4    | Reinadocracia: qué desgracia parte 2 | La elección en el reinado de Cartagena. |
| 5    | La radio: un mundo de ideotas        | La competencia que demostrará quien es el mejor locutor y el que más suba el rating. |
| 6    | Iguazomanía parte 1                  | El mundo iguazo se convierte en la nueva moda y es reconocida mundialmente y en Colombia como capital mundial de la moda iguazo. |
| 7    | Iguazomanía parte 2                  | Continuación del episodio anterior. |
| 8    | Infeliz navidad                      | Las aventuras de Martín, Santiago y Cerdo en las vísperas navideñas inicia con el robo del carro de Martín, deciden tomar un taxi conducido por Jaime Sánchez Cristo, Martín va por unos calzones azules de teflón en el Centro Comercial El Tunal. |
| 9    | New York New York parte 1            | Martín y Santiago van a Nueva York y por un accidente de Cerdo se convierten en mulas en Estados Unidos. |
| 10   | New York New York parte 2            | Continuación del episodio anterior. |
| 11   | Por que somos así                    | Martín, Santiago y Cerdo explican los orígenes de la idiosincrasia chibchombiana. |
| 12   | Por una cabeza                       | Martín y Santiago se burlan de los macrocefálicos, especialmente de Rodrigo Beltrán. |
| 13   | El poder para qué parte 1            | Cerdo es el nuevo presidente de Chibchombia. |
| 14   | El poder para qué parte 2            | Las experiencias de Martín, Santiago y el presidente Cerdo para escapar de la corrupción del Senado. |
| 15   | Doña anciana decrépita               | la exvicepresidenta Doña anciana se vuelve parte de la emisora PQEK donde trabajan Martín, Santiago y Cerdo. |
| 16   | Ceguera cucuteña                     | Santiago y Martín son contratados para presentar un evento de rock en Cúcuta, donde consumen una botella de licor adulterado. |
| 17   | Picaro de Bribón                     | El gobierno chibchombiano anuncia que caerá un metorito el 8 de mayo de 2006 y para evitar que caiga el exgobernador del Putumarzo y Embajador en Nueva Zelanda Dr. de Bribón gana los planes y tendrá que pasar 8 años para destruirlo.            |
| 18   | Futuro extraordinario                | Martín y Santiago en el año 2040 se encuentran después de mucho tiempo sin verse como extras colombianos. |
| 19   | El mundo light                       | La experiencia de Martín y Santiago al pertenecer del mundo light. |
| 20   | En directo con Jaime Gayly parte 1   | La entrevista y reseña de Martín y Santiago desde su niñez antes de conocerse. |
| 21   | En directo con Jaime Gayly parte 2   | Como Martín y Santiago se conocen gracias a Carlos Vives. |
| 22   | Saldo en rojo                        | Santiago ayuda a Martín a conseguir novia pero fracasan. |
| 23   | Blas de Lezo tuvo la culpa           | Como hubiera sido si Gran Bretaña hubiera conquistado Colombia. |
| 24   | El campo santo                       | Martín y Santiago se van de la pesada ciudad para ser campesinos pero la guerrilla los destierra. |
| 25   | Fracasamos otra vez... rotundamente  | Como Martín y Santiago viven el fracaso de la Selección Colombia de fútbol en el mundial de Francia 1998. |
| 26   | El conde Cerdo Moulin                | Las experiencias de Cerdo al encontrar a su verdadera familia que son condes pero al final no lo eran. |

### Temporada 2
| Cap. | Título                                                      | Descripción |
| ---- | ----------------------------------------------------------- | --- |
| 27   | Indiferendo Fronterizo Parte 1                              | Pelea entre Chibchombia y Chamozuela por su territorio. |
| 28   | Indiferendo Fronterizo Parte 2                              | Pelea entre Chibchombia y Chamozuela por su territorio. |
| 29   | El caso Cotes                                               | Martín de Francisco decide casarse con la prima de Santiago Moure quien es una travestie Brasilera llamada antes Roberto, en este capítulo aparece (George Barón) Jorge Barón y su programadora adquiere los derechos para transmitir la llamada Boda del siglo.                                    |
| 30   | Estamos en la Olla Podrida                                  | La historia de la corrupción en Chibchombia. |
| 31   | Descaro Olímpico                                            | El señor Moreno de Cara es alcalde y luego presidente de Chibchombia destruyendo la ciudad de Bogotá en la cual se celebran los Juegos Olímpicos de 2008. |
| 32   | Cursillo de Historia Chibchombiana Parte 1                  | Breve Historia de Chibchombia desde la era indígena en el año 20000 AC, la Conquista, la Colonia, el Movimiento Comunero y la Patria Boba. |
| 33   | Cursillo de Historia Chibchombiana Parte 2                  | Martín, Santiago y Cerdo narran la vida de Simón Bolívar. |
| 34   | ¿Qué el presidente Clinton va a renunciar? ¡mamola! Parte 1 | Martín y Santiago son invitados dar una conferencia en EE. UU. de porqué Chibchombia es un país de errores llevando a Cerdo como ejemplo. Una vez terminada la conferencia se les pasa por la cabeza dejar a Cerdo solo en la EE. UU. desatando una cantidad de problemas.                          |
| 35   | ¿Qué el presidente Clinton va a renunciar? ¡mamola! Parte 2 | Continuación del episodio anterior. |
| 36   | La policía creativa Parte 1                                 | Parodia de una actividad de los Estados Unidos en la cual se pretendía construir una escuelita en Juanchaco, en el Pacífico colombiano. Pero que en este episodio era una escuela dedicada a terminar con el mal gusto y la ignorancia del pueblo colombiano empezando por la farándula.            |
| 37   | La policía creativa Parte 2                                 | Continuación del episodio anterior. |
| 38   | La Decrepitón                                               | Se imita el modelo de la Teletón, pero en beneficio de Doña Anciana de Crepita queda con un peso, el resto del dinero queda en manos de Yamid Odiat. |
| 39   | Inmerecido descanso.                                        | Martín se muda a un apartamento en el mismo edificio de sus Padres. Hace una fiesta que dura 3 días y los Padres deciden que se vaya de Vacaciones con Santiago. Donde explican las malas costumbres que los colombianos hacen cuando salen de paseo a la costa .                                   |
| 40   | El despejote Parte 1                                        | Martín, Santiago y Cerdo provocan accidentalmente una interferencia con los canales de la televisión chibchombiana y aprovechando las interferencias, ellos forman el "Movimiento Machete". |
| 41   | El despejote Parte 2                                        | Continuación del episodio anterior. |
| 42   | El despejote Parte 3                                        | Continuación del episodio anterior. |
| 43   | Fantasías desanimadas de ayer y hoy Parte 1                 | Martín y Santiago en medio de sus discursos a Chibchombia, son llamados y amenazados por un inocente niño, creyendo ellos que son amenazados de verdad, emprenden el camino hacer lo que las caricaturaas realmente hacen y desmienten alguna que otra caricatura en su hermoso país chibchombiano. |
| 44   | Fantasías desanimadas de ayer y hoy Parte 2                 | Continuación del episodio anterior. |
| 45   | Iguazolandia Parte 1                                        | Martín y Santiago, viendo como el alcalde cambia la ciudad de Bogotá para mal, se valen de ello para sacar provecho y convertir a Chibchombia en un parque de diversiones para gente del Primer mundo.                                                                                              |
| 46   | Iguazolandia Parte 2                                        | Continuación del episodio anterior. |
| 47   | Iguazolandia Parte 3                                        | Continuación del episodio anterior. |
| 48   | La irreverencia                                             | Martín y Santiago, viendo como los medios de comunicación explotan la irreverencia, en especial el canal de televisión "Cirirí TV", se disponen a ser reverentes. |

### Temporada 3
| Cap. | Título                             | Descripción |
| ---- | ---------------------------------- | --- |
| 49   | Al mal tiempo mala cara parte 1    | El gobierno de Andrés Patraña en medio de la mayor crisis económica de Chibchombia, realiza una campaña de propagandas en las que promueve el optimismo, mientras el dúo trata de demostrar que será de nuevo un fracaso. |
| 50   | Al mal tiempo mala cara parte 2    | Continuación del capítulo anterior. |
| 51   | Los premios alboider parte 1       | Martín y Santiago deciden hacerle competencia a los premios "TV y Niverlas" y crean estos premios que premian lo peor de la televisión colombiana. |
| 52   | Los premios alboider parte 2       | Continuación del capítulo anterior. |
| 53   | Soluciones parte 1                 | Martín y Santiago presentan un libro de nueve volúmenes con los problemas de la seudo-patria de Chibchombia y un único librillo con la única solución |
| 54   | Soluciones parte 2                 | Continuación del capítulo anterior. |
| 55   | El éxodo parte 1                   | En medio de la situación tan complicada que se vive en Chibchombia casi toda su población emigra hacia distintos países de la geografía mundial, al ser los chibchombianos los culpables de nuevas desgracias en los otros países son devueltos a Chibchombia. |
| 56   | El éxodo parte 2                   | Continuación del capítulo anterior. |
| 57   | Tv or not tv                       | La televisión comercial se vuelve insostenible económicamente y como consecuencia los actores reconocidos no son contratados para telenovelas y ahora son contratados extras para los papeles principales y los actores y demás famosos para telemercadeo (entre ellos Martín y Santiago), situación que ocasiona el fin de la televisión comercial, cumpliéndose así el sueño de Santiago de hacer televisión educativa y cultural.                                               |
| 58   | La subienda parte 1                | Martín y Santiago son víctimas de una "pesca milagrosa" de la guerrilla y comienza una nueva travesía para ser libres. |
| 59   | La subienda parte 2                | Continuación del capítulo anterior. |
| 60   | El rebaño de la certeza parte 1    | Martín, después de muchas reflexiones de lo malo que ha sido con la gente, entra en un trance espiritual y se convierte en un líder espiritual, mientras Santiago saca provecho económico de los seguidores de Martín. |
| 61   | El rebaño de la certeza parte 2    | Continuación del capítulo anterior. |
| 62   | El concurso                        | El Dr. CJ realiza un concurso en donde el premio para los ganadores es pasar un día con Martín y Santiago, al final del día los ganadores del concurso se dan cuenta de lo fracasados que son sus arquetipos. |
| 63   | La devoradora de Bora Bora parte 1 | Andrés Patraña empieza a reclutar a 2 personas de cada especie del medio periodístico y de la farándula, para guiarlos a poblar una tierra con mejores personas llamada "la nueva Chimbchombia", y nuestros héroes no fueron invitados, así que les tocó colarse en el barco "QueNoe". |
| 64   | La devoradora de Bora Bora parte 2 | Continuación del capítulo anterior. |
| 65   | La guandoca parte 1                | Moreno de Cara propone un proyecto para dejar libre a todos los reclusos de las cárceles, después de oponerse al proyecto Martín y Santiago son encarcelados y el proyecto no es aprobado en el Senado y no pueden salir libres, cuando el proyecto es por fin aprobado la norma no los cobija y siguen encarcelados, con la diferencia que la gente culta y buena está cometiendo delitos para ir a la cárcel que ya es más segura que la calle con todos los reclusos liberados. |
| 66   | La guandoca parte 2                | Continuación del capítulo anterior. |
| 67   | Santiago de Francisco              | Mientras duermen en el mismo cuarto Martín y Santiago, sus almas se desdoblan y por error quedan encerradas cada una en el cuerpo del otro. |
| 68   | Politícamente incorrectos          | Martín y Santiago realizan un recorrido paradójico sobre las actuaciones buenas y malas de los chibchombianos. |
| 69   | Chibchombia año 2000               | Martín y Santiago celebran la llegada del año 2000 y hacen un recuento de lo que fue el siglo XX para Chibchombia. |
| 70   | El campo Clud                      | El Alcalde Peñalisa quiere construir un parque público en un club privado y la oligarquía bogotana se opone rotundamente. |

### Temporada 4
| Cap. | Título                                    | Descripción |
| ---- | ----------------------------------------- | --- |
| 71   | El Crimen Organizado Y Civilizado Parte 1 | Martín y Santiago reúnen a todos los actores del crimen en Chibchombia (Juan Pablo y el Flaco, Pícaro de Bribón, El Comandante Bombaloca y Milton Heladas) para Civilizar el crimen de modo que puedan seguir delinquiendo sin hacer daño a los demás. |
| 72   | El Crimen Organizado Y Civilizado Parte 2 | Continuación del capítulo anterior. |
| 73   | El Plan Chibchombia Parte 1               | Santiago tiene un sueño de como destruir Chibchombia que estaba lleno de corrupción, Míster N planea destruir Chibchombia con una bomba atómica Santiago y Martin escogen a pocas personalidades para salvarse de la destrucción atómica y construir una nueva Chibchombia. |
| 74   | El Plan Chibchombia Parte 2               | Continuación del capítulo anterior. |
| 75   | El Apagón Parte 1                         | EL comandante Bomba Loca destruye todas las centrales de energía y fuentes que producen luz a Chibchombia. Dejándola en la miseria y el fracaso, el presidente Patraña huye del país y propone a la ONU aislar a Chibchombia del mundo con un muro. Al final, el odio del comandante Bomba Loca hacia la luz no era por la luz eléctrica sino por su Madrastra Luz que lo maltrataba de pequeño y le da su merecido. |
| 76   | El Apagón Parte 2                         | Continuación del capítulo anterior. |
| 77   | Caconia                                   | Martín y Santiago no pueden seguir usando las palabras "Chibchombia" e "iguazo" debido a que una empresa de internet las registra a su nombre. Por lo que empiezan a emplear el término de "caconia" con base al poema de Hernando Martínez Rueda. |
| 78   | La 002 Parte 1                            | El Comandante Bombaloca crea la república de Machetombia y exige un impuesto a los que tienen más de 1 millón de dólares y sufren los problemas de una nación. Martín y Santiago son obligados a trabajos forzados en el nuevo país creando una subversión a la subversión. |
| 79   | La 002 Parte 2                            | Continuación del capítulo anterior. |
| 80   | Iguassic Park                             | Se descubren restos de los seres que habitaron el mesozocio en Chibchombia y se realiza un documental dirigido por Steven Spielberg y financiado por EE.UU donde explican el origen de la actitud chibchombiana. Sin embargo nadie ve el documental ya que se todos estaban pendientes de los premios tvniverlas. |
| 81   | De La Olla Al Hueco Parte 1               | Martín y Santiago, junto con Jakanamondai buscan huir hacia EE. UU. como parte del programa "Pésimo Día", entrando como polizones. Llegan a un albergue en Allentown donde hay un sujeto que odia y asesina a los chibchombianos. |
| 82   | De La Olla Al Hueco Parte 2               | Continuación del capítulo anterior. |
| 83   | El Paseo Parte 1                          | Martìn y Santiago deciden irse de paseo a una finca en tierra caliente prestada por Milton Heladas, Llevan a dos mujeres las cuales buscarán conquistarlas pero todo sale mal. |
| 84   | El Paseo Parte 2                          | Continuación del capítulo anterior. |
| 85   | Noticaca Parte 1                          | Los noticieros sufren una crisis y buscan una forma de solucionarla. |
| 86   | Noticaca Parte 2                          | Continuación del episodio anterior. |
| 87   | Me Voy Pa'l Pueblo                        | Martin y Santiago huyendo de un traqueto deciden irsen de locutores a un pueblo llamado Chochorral (parodia de Chaparral). Donde son expulsados al ser acusados de homosexuales y corromper a los ancianos del pueblo. |
| 88   | La Farándula Parte 1                      | Martín y Santiago buscan un mánager que los represente. encontrando a Lupita, una mánager mexicana que los vuelve toda unas estrellas de la farándula chibchombiana. |
| 89   | La Farándula Parte 2                      | Continuación del episodio anterior. |
| 90   | El País Se Derrumba Y Nosotros De Rumba   | Martín y Santiago cuentan de una manera burda e irónica como se desarrollan la feria de Cali, Las corralejas y el carnaval de Negros y Blancos como una entretención a los problemas del país. |
| 91   | La Ciudad Boba                            | (último capítulo de la serie animada). Ambientada en el hipotético año 2007. Martín y Santiago deben huir del toque de queda impuesto a los hombres por el alcalde Antanas Lockus en toda Bogotá. Mientras comentan la historia de Antanas Lockus y cómo toma las decisiones punta de pirinola mientras Moreno de Cara Busca derrocar a Lockus de la Alcaldía.                                                       |

### Otros Episodios
1. Dr. Jekyll y Mr. Julio Después de ver la película "Dr. Jekyll y Mr. Hyde" Martín y Santiago se pierden en la oscuridad y van al castillo de la Familia de Julio Sánchez (Soacha en el programa) Cristo y ahí descubren su lado oscuro.
2. 19 años perdidos Martín y Santiago se despiertan después de una siesta de 19 años y están confundidos con todos los cambios y semejanzas del presente.

## Personajes

### Protagonistas
- Martín De Francisco
- Santiago Moure

### Secundarios
- Carlos Vives (sale casualmente)
- Cerdo (el iguazo por antonomasia) "Carlos Molina".
- Adriana de Moure; Esposa de Santiago
- Juan Pablo y el Flaco; los ñeros que roban a la gente.
- Doña Anciana de Crépita; una anciana que vive en la pobreza y deprime con sus historias.
- La Negra Panela; parodia de "La Negra Candela" (Graciela Torres), periodista de farándula.
- Papuchis (Juan Manuel Correal), exlocutor de PQEKAcktiva
- Carlos Moreno De Cara; parodia del político Carlos Moreno de Caro.
- Comandante Bombaloca; Comandante de la Guerrilla Chibchombiana.
- Billy Tontoni; parodia del cantante Billy Pontoni.
- El Gallinazo de Billy Tontoni; solo aparece cuando Martín y Santiago van de viaje en avión.
- Pito López y Tátara Nieto; parodia de Oscar "Tito" López y Alejandro Nieto, 'discjokeys' de Radioactiva en los años 1990.
- El Dr. CJ; directivo de PQEKactiva.
- Rodrigo Copetrán, parodia de Rodrigo Beltrán, presentador de televisión.
- George Barón; parodia de Jorge Barón y su programadora, lo mismo de su programa musical El show de las estrellas en inglés The show of star
- Jairo Alonso Vargas, de quién se burlan por su estilo de locución y forma de vestir.
- Presidente Andrés Patraña; parodia del presidente Andrés Pastrana.
- Dr. José Antonio de Bribón; político que representa la corrupción en las altas esferas de la sociedad y el poder político de las mismas en el Congreso de la República Colombiano, anteriormente era amigo de Santiago Moure en el colegio.
- Perro Fiero; Presidente de Garracol (Caracol Televisión)
- Jaime Gayly; parodia del presentador Jaime Bayly
- Jartos Antonio Vélez, parodia de Carlos Antonio Vélez, presentador de deportes.
- Yamid Odiat; parodia del periodista Yamid Amat.
- Juan Rosadín; parodia del periodista y escritor Juan Gossaín.
- Charlie Aaz; parodia del cantante Charlie Zaa.
- Dr. Pollo; parodia del expresidente Alfonso López Michelsen.
- Harmano Gulito; parodia del expresidente Julio César Turbay
- Gerardo De Francisco y Mercedes Baquero; Padres de Martín De Francisco y Margarita Rosa de Francisco; hermana de Martín De Francisco
- Milton Heladas; mafioso y narcotraficante (col.: traqueto).
- Amparo Grisuelas; parodia de la actriz Amparo Grisales
- Doctora Jarta Bartolina; parodia de la entonces senadora Marta Catalina Daniels.
- Jairo Aníbal Niño; parodia del escritor colombiano, representado como un testigo alcohólico en un juicio.
- Yojosé Morón; parodia del presentador de televisión José Gabriel Ortiz
- Alejandro Villabobos; parodia del locutor y presentador Alejandro Villalobos
- William Vil Asco Che; parodia del locutor y periodista deportivo William Vinasco Ch.
- Adolfo Pera; parodia del locutor y periodista deportivo Adolfo Pérez
- Edgar Peleas; parodia del ex-relator deportivo y político Edgar Perea (F.)
- Julio Soacha Crísto; parodia del locutor Julio Sánchez Cristo, conductor en la emisora La F.M. en 1998.
- Julio E. Soacha Venegas; parodia del presentador Julio E. Sánchez Vanegas y padre de Julio Sánchez Cristo
- James Soacha Cristo; parodia de Jaime Sánchez Cristo, hermano de Julio.
- Doctor Casas; parodia del colaborador de La F.M y exministro de Cultura, Alberto Casas Santamaría
- Concho Tontería; parodia de Poncho Rentería.
- Iván y sus Bon Bon; parodia de la agrupación tropical "Iván y sus Bam Bam"
- Jaime Cansón; parodia del humorista Jaime Garzón (F.)
- Galy Galiano.
- El del Megáfono; (Sebastián Sánchez)
- El Cuentero (Andrés López)
- Embajadores de la música colombiana mencionado en el capítulo "New York, New York"
- El Tino Shprilla; jugador de fútbol chibchombiano, parodia del futbolista Faustino Asprilla.
- Sábados infelices; parodia del programa humorístico Sábados felices
- Julio César Batalla Milena; corrupto congresista burócrata parodia a Julio Guerra Tulena, actual Gobernador de Sucre.
- Don Refrán; traficante de golosinas alucinógenas, colombiano que vive en Nueva York.
- Viena; conductora de "Las Piernas Descrestan", parodia de la conductora y modelo Viena Ruiz.
- Raquira; parodia de la cantante Shakira.
- Don Temistoclés Urruchurto; Paleontólogo
- Amarga Ríos de Tinta; directora de la revista "TV y Niverlas", parodia de Omaira Ríos, directora de la revista TV y Novelas.
- No-Max Enrique; Parodia de Max Henríquez, ex-subdirector del IDEAM
- Trinomio de Lata; parodia de la agrupación vallenata El Binomio de Oro
- Claudia Guriguri; parodia de Claudia Gurisatti, presentadora de Noticias RCN
- Rafael Bobeda; parodia de Rafael Poveda
- Peñalisa; Parodia de Enrique Peñalosa
- "La Pata" Uribe, parodia de María Cristina Uribe, apodada como "La Tata", presentadora de Noticias Caracol
- Antanas Lockus, Parodia de Antanas Mockus
- "The show of stars" (En inglés) o El show de las centellas; Parodia del programa musical El show de las estrellas
- Jorge Alfredo Magas, parodia del presentador Jorge Alfredo Vargas
- Sr. Chiguazuque Chizabas, papicultor y campesino millonario. Aparece en el capítulo " Políticamente incorrectos"
- Brontosaulo Arboletes, parodia del exministro de comunicaciones Saulo Arboleda
- Garracol Parodia a Noticias Caracol y Caracol televisión
- La PM Parodia a La emisora La FM
- RMN Parodia A Noticias RCN Y CANAL RCN
- RCV parodia a RCN Radio

## Citas
- Santiago/Martín: Que se los coma el marrano...
- Santiago: la condición humana del chibchombiano es más maligna que una metástasis
- Martín: País miserable este hombre, es que esto es Chibchombia, esto es el tercer mundo hermano.
- Santiago: Esto es el cuarto mundo.
- Santiago: Buenos días, malditos oyentes.
- Santiago/Martín: ¡Maldita sea mi suerte!
- Santiago: Buenos días, país corrupto.
- Martín: País mal hecho cuya única tradición son los errores.
- Santiago: País de iguazos
- Martín: Tracamanada de iguanodontes.
- Policía Creativa: Vamos! vamos a la cámara!.
- Hernando Casanova: ...de gaaaaaas?...
- Policía Creativa: No! a la Cámara de Representantes!
- Hernando Casanova: Nooo! Llévenme al Senado que es más divertido!
- Martín: ¡Suelten a este hombre!"
- Santiago: ¿Es que no sabe quién es este? Es Hernando Casanova, el mejor comediante de la galaxia!"
- Martín: ¡Huy hermano una bomba! ¿habrá sido narcoterrorismo o qué?
- Santiago: ¿o será el terrorismo de la guerrilla?
- Santiago: Eso puede ser cualquier cosa hermano, acuérdese de que estamos en Chibchombia...

## Breve Regreso del programa
En agosto de 2019, a través de un twit en la cuenta del canal de televisión por suscripción Red MÁS, bajo el programa conocido ahora como La Tele Letal, se confirma el regreso de la serie, según lo confirma la cuenta oficial de los presentadores: 

"Nos quitamos la pereza y estamos haciendo el libreto de El Siguiente Programa. Próximamente."-— La Tele Letal (@LaTele_Letal), 16 de agosto del 2019

 Una web serie corta de 4 miniepisodios se estrenó en el canal oficial de YouTube del programa y el canal de Netflix el 14 de noviembre de 2019.

## Premios y nominaciones

### Premios India Catalina
| Año  | Categoría                         | Programa              | Resultado |
| ---- | --------------------------------- | --------------------- | --------- |
| 2000 | Mejor comedia o programa de humor | El siguiente programa | Ganador   |